# Arbois
Arbois är en stad och kommun som ligger i departementet Jura i regionen Bourgogne-Franche-Comté i Frankrike. År 2022 hade Arbois 3 146 invånare. Louis Pasteur växte upp i Arbois och hans hem har nu blivit ett museum.

## Befolkningsutveckling
Antalet invånare i kommunen Arbois
Referens:INSEE

## Bilder från kommunen

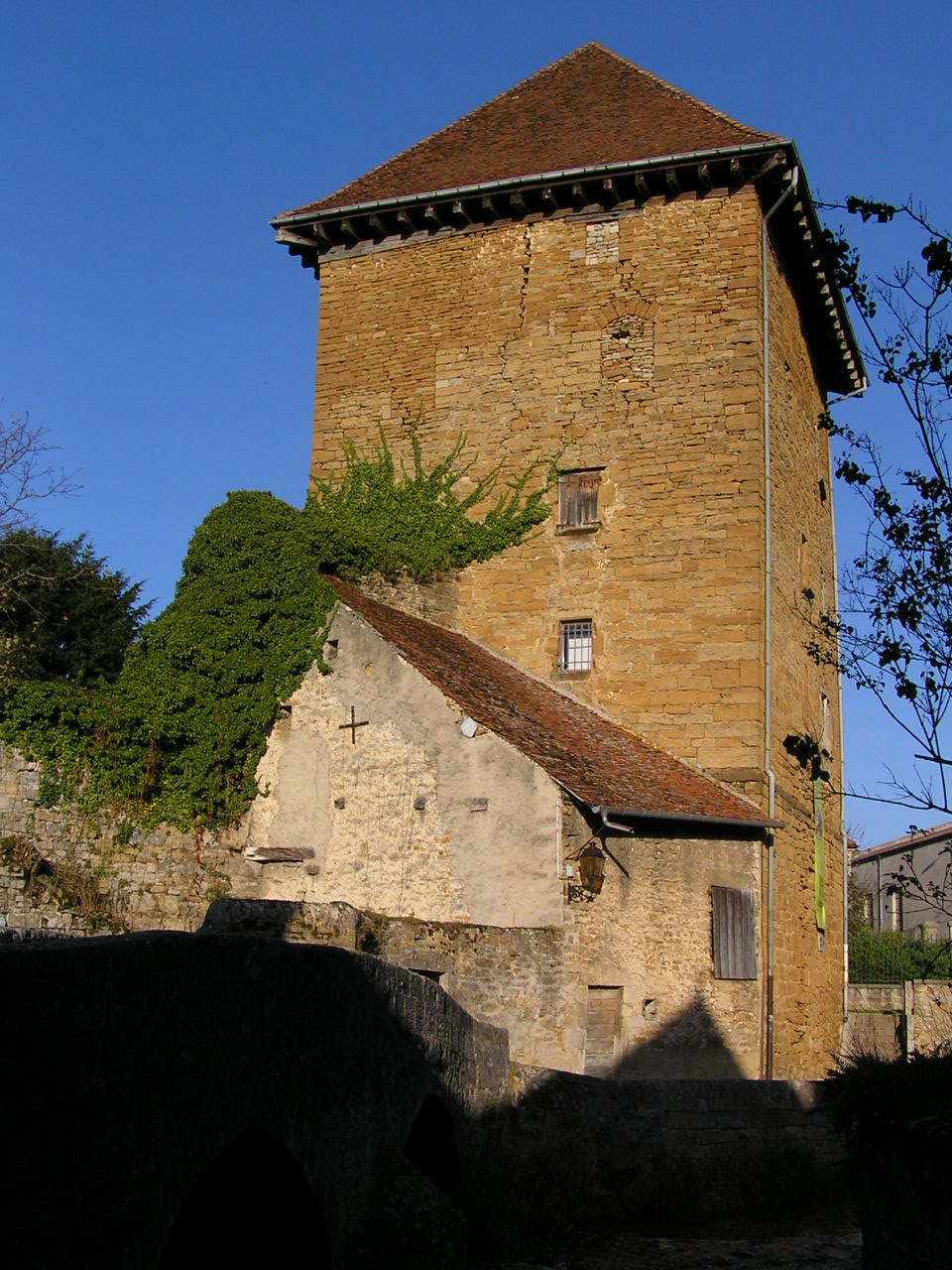
La tour Gloriette
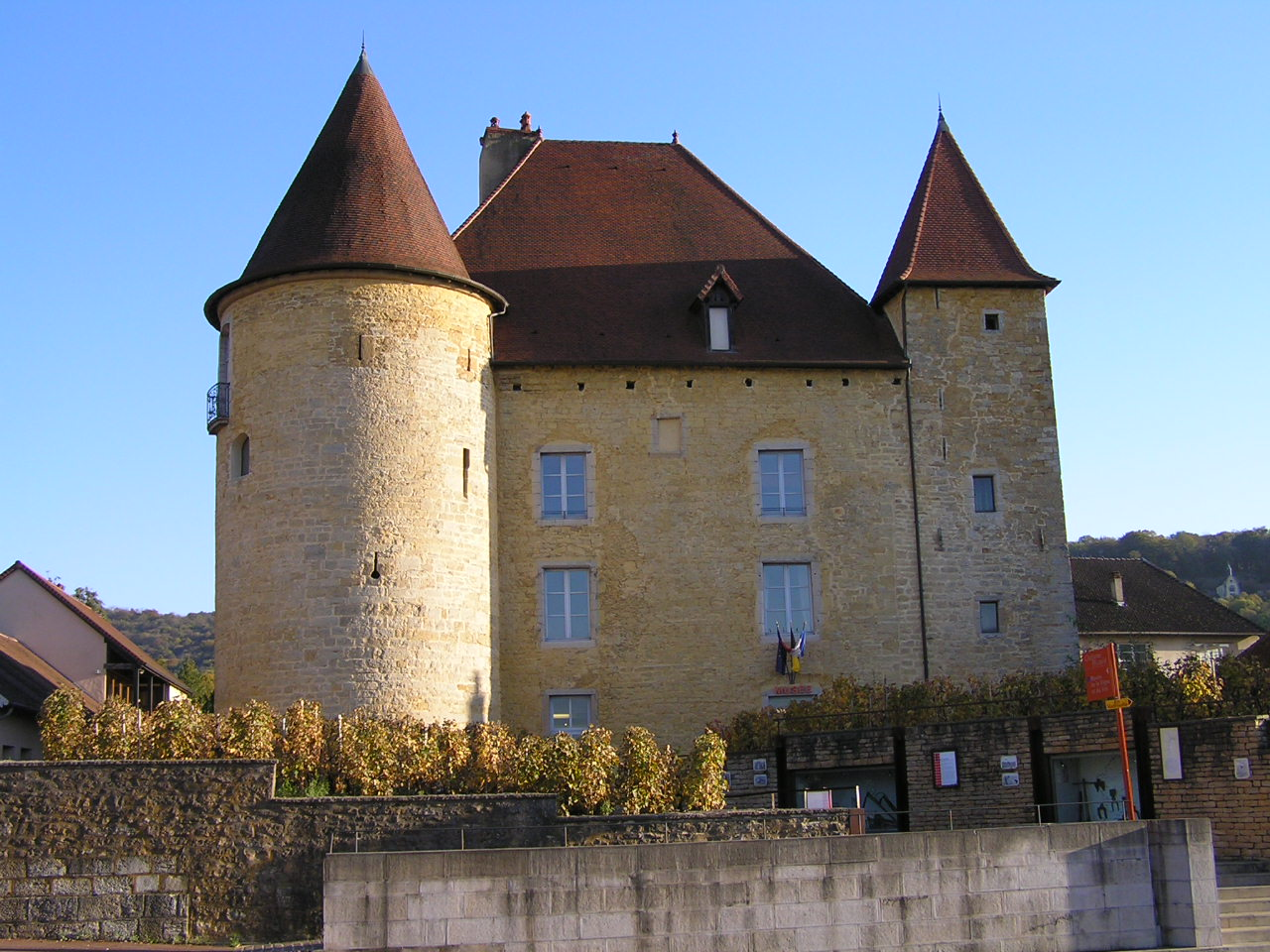
Slottet i Pécauld
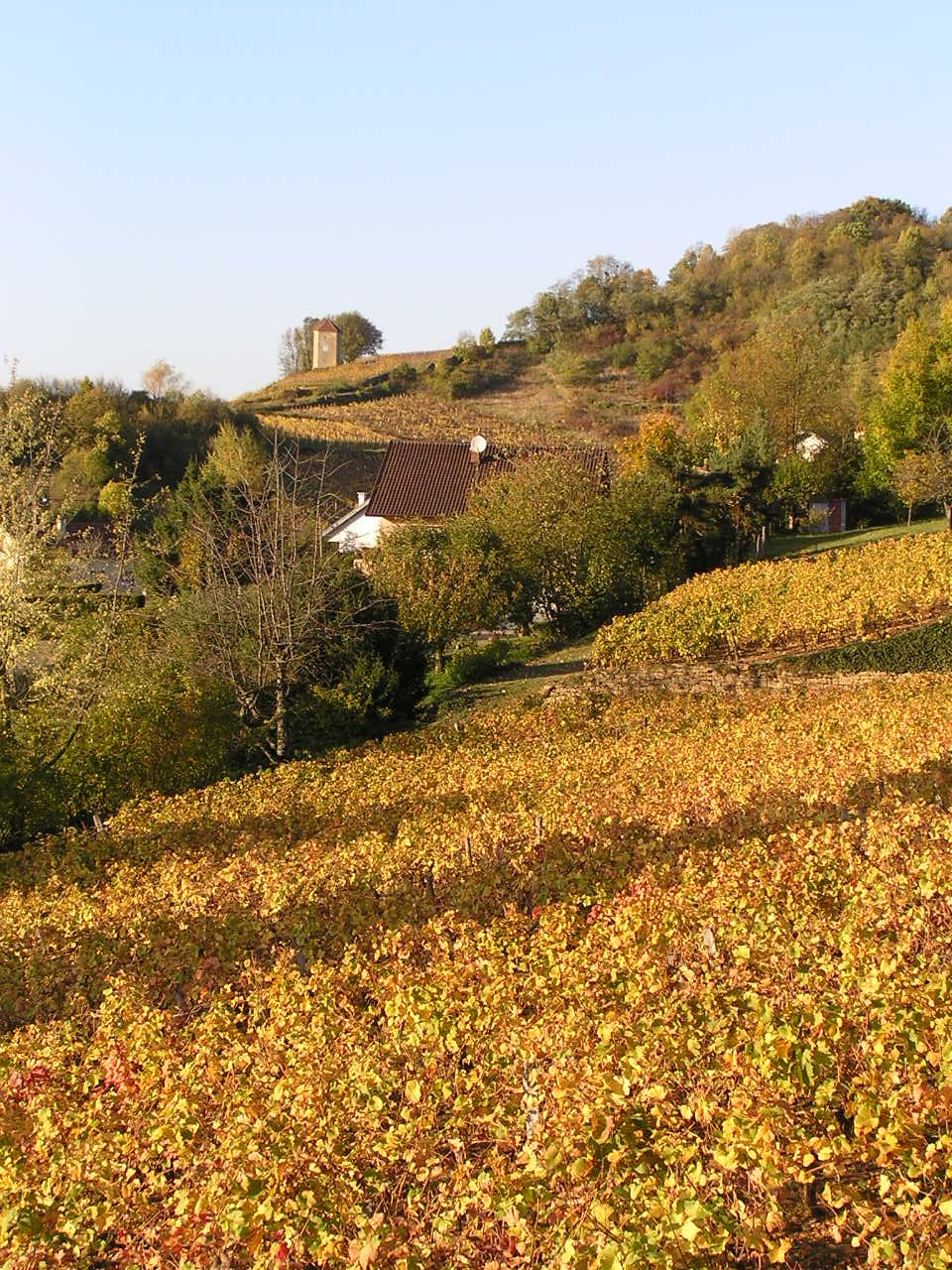
Le vignoble d'Arbois
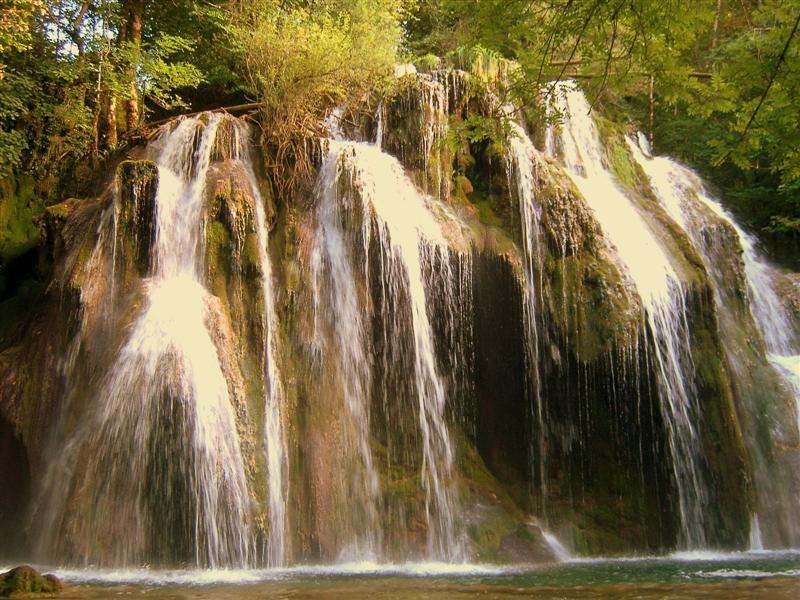
Vattenfallen i Tufs
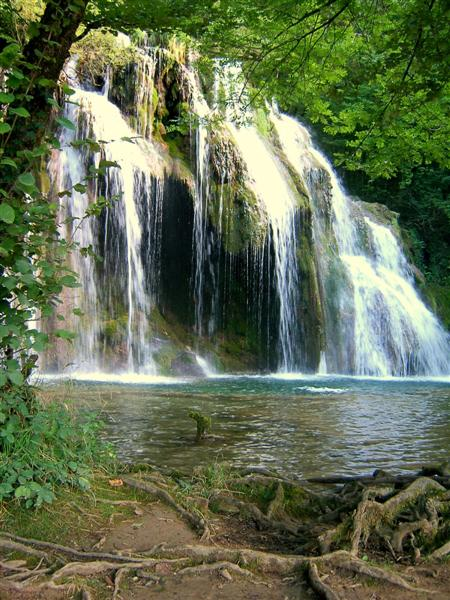
Vattenfallen i Tufs
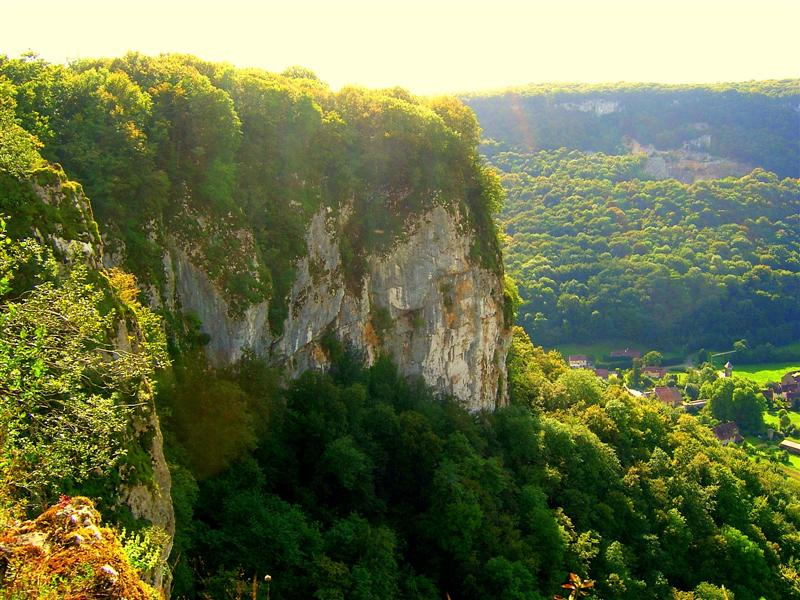
Cirque du Fer à Cheval (Belvédère)
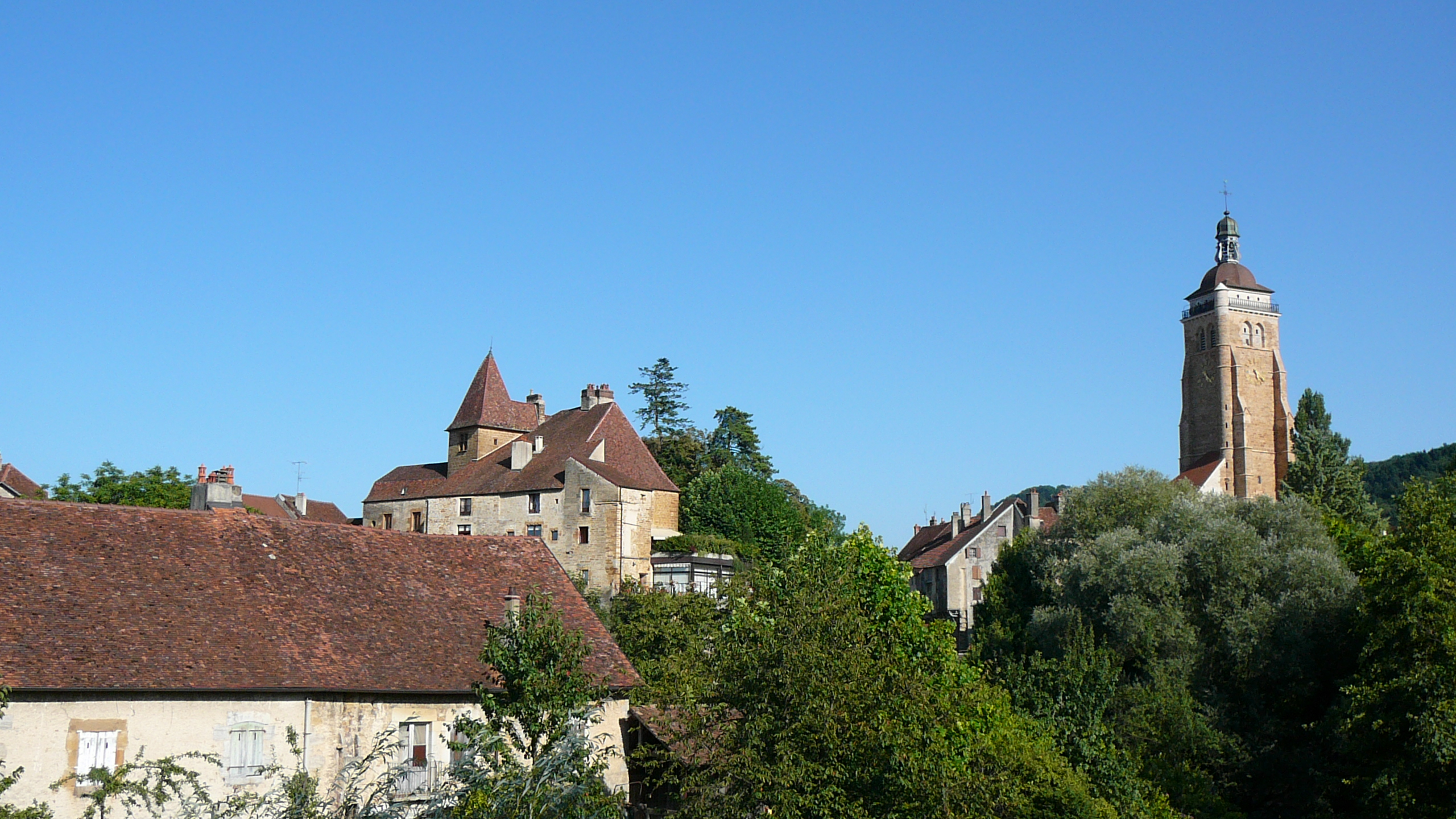
Le château Bontemps et l'église Saint-Just
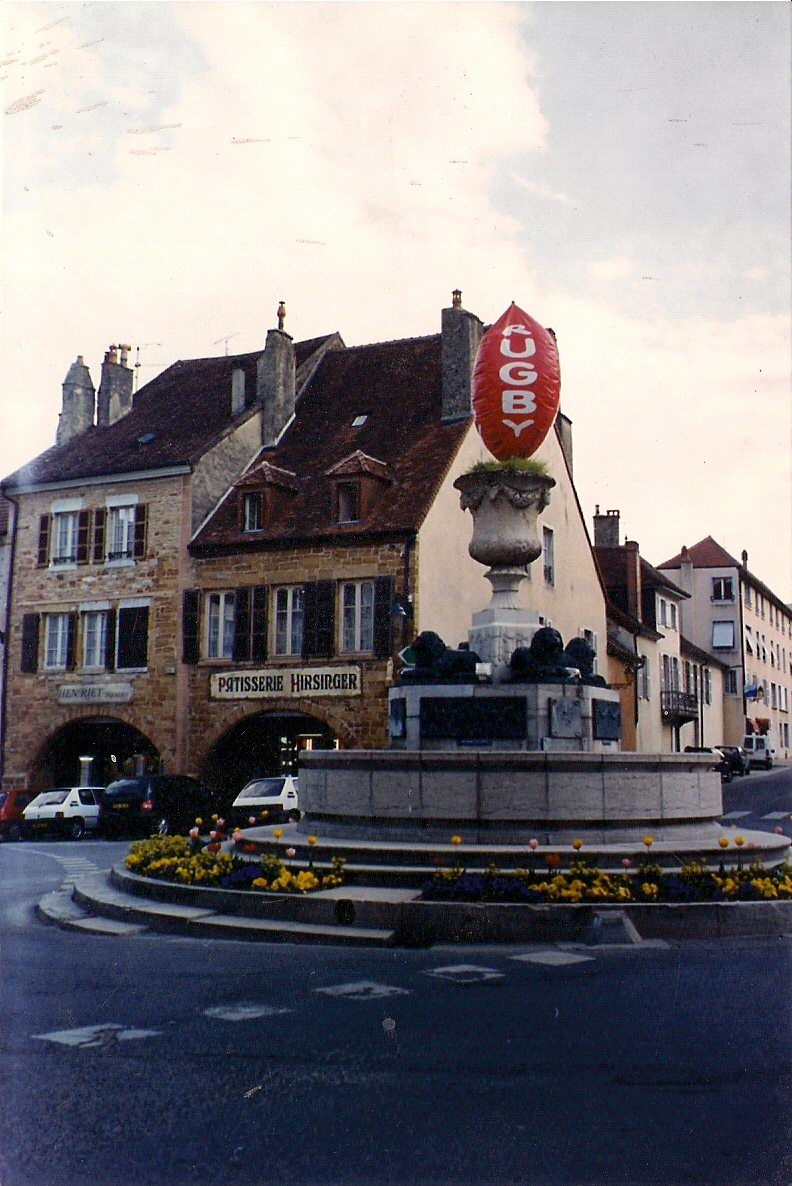
Place de la Liberté